# Ospedaletto Euganeo
Ospedaletto Euganeo (Ospedałeto in veneto) è un comune italiano di 5 621 abitanti della provincia di Padova in Veneto, situato a sud-ovest del capoluogo.

## Geografia fisica

### Territorio
Il comune di Ospedaletto Euganeo, situato nella parte sud-occidentale della provincia, dista circa 39 chilometri da Padova e confina con la provincia di Vicenza.

### Clima
Ospedaletto ha un clima continentale con estati calde e inverni abbastanza rigidi; l'elevato grado di umidità favorisce la formazione di fitte nebbie durante le stagioni autunnali ed invernali e la presenza di afa durante il periodo estivo. Le precipitazioni sono distribuite abbastanza uniformemente durante l'anno con un minimo non troppo pronunciato durante la stagione invernale. Durante l'estate le precipitazioni sono sovente di carattere temporalesco e spesso sono accompagnate da grandine. Le stagioni primaverili ed autunnali sono normalmente caratterizzate da perturbazioni di origine atlantica.
| Dati meteo            | Mesi   | Mesi   | Mesi   | Mesi   | Mesi   | Mesi   | Mesi   | Mesi   | Mesi   | Mesi   | Mesi   | Mesi   | Stagioni | Stagioni | Stagioni | Stagioni | Anno |
| Dati meteo            | Gen    | Feb    | Mar    | Apr    | Mag    | Giu    | Lug    | Ago    | Set    | Ott    | Nov    | Dic    | Inv      | Pri      | Est      | Aut      | Anno |
| --------------------- | ------ | ------ | ------ | ------ | ------ | ------ | ------ | ------ | ------ | ------ | ------ | ------ | -------- | -------- | -------- | -------- | ---- |
| T. max. media (°C)    | 5,1    | 9,5    | 13,5   | 18,8   | 23,9   | 27,8   | 30,3   | 29,2   | 25,3   | 19,2   | 11,5   | 5,3    | 6,6      | 18,7     | 29,1     | 18,7     | 18,3 |
| T. min. media (°C)    | −1,5   | 0,1    | 2,4    | 6,5    | 10,6   | 14,3   | 16,3   | 15,8   | 12,8   | 7,5    | 3,7    | −1,4   | −0,9     | 6,5      | 15,5     | 8,0      | 7,3  |
| Precipitazioni (mm)   | 56     | 51     | 44     | 56     | 84     | 74     | 58     | 70     | 64     | 47     | 78     | 49     | 156      | 184      | 202      | 189      | 731  |
| Giorni di pioggia     | 6      | 6      | 6      | 7      | 8      | 7      | 6      | 6      | 5      | 6      | 9      | 6      | 18       | 21       | 19       | 20       | 78   |
| Vento (direzione-m/s) | NE 5,0 | NE 6,1 | NE 5,8 | NE 5,7 | NE 5,3 | NE 4,9 | NE 4,5 | NE 4,5 | NE 4,5 | NE 4,8 | NE 5,4 | NE 5,0 | 5,4      | 5,6      | 4,6      | 4,9      | 5,1  |

## Origini del nome
Il nome di Ospedaletto non è il diminutivo di "ospedale", come potrebbe sembrare di primo acchito, ma deriva dal latino medioevale hospitium e sta per "luogo di ospitalità a gente in cammino". L'hospitium infatti era un semplice edificio, un alloggio, un posto di ristoro per pellegrini di passaggio bisognosi di un ricovero, di pane e di una coperta.  L'ospizio era stato costruito a tre miglia da Este perché i pellegrini pare preferissero, nelle loro soste, restare fuori dai grossi centri ma anche perché, dopo il tramonto, le porte della città venivano chiuse.  Nel 1700 troviamo che Ospedaletto si chiama semplicemente Villa de Hospitaleto; più tardi lo incontriamo come Ospedaletto d'Este e, dal 1867, Ospedaletto Euganeo, per distinguerlo da altri omonimi paesi sparsi in diverse regioni d'Italia.

## Storia
Antico insediamento paleoveneto, bonificato già dai romani, Ospedaletto costituisce da sempre un luogo di passaggio fra territori diversi. Nel medioevo fu sede di un ospizio per pellegrini, fondato nel 1162, come testimonia il nome, e in seguito subì il transito e le alterne dominazioni delle truppe estensi, ezzeliniane, scaligere, carraresi, veneziane, e infine napoleoniche.

Nel 2012 i comuni di Ospedaletto Euganeo ed Este hanno avviato una procedura istituzionale finalizzata alla fusione dei due comuni stessi.

### Simboli
La storia dello stemma comunale non ha lontane origini né appartiene a blasoni di illustri personaggi. Esso è stato concesso con decreto dell'11 agosto 1897, quando era primo cittadino del paese il cav. Amilcare Scapin, da Umberto I.
Sulla parte alta compaiono la corona reale, la croce greca d'argento in mezzo allo scudo pure d'argento, tre verdi colli emergenti da un fiume d'argento. La corona reale simboleggia il potere del re su tutta l'Italia; la croce d'argento significa la pace universale; i tre verdi colli emergenti dall'acqua attestano che Ospedaletto si trova a sud dei Colli Euganei, a cui si richiama in parte il nome; il fiume d'argento rappresenta i confini del territorio del paese ricco d'acque; infine la grande corona d'ulivo e di quercia, tenuta unita da un nastro azzurro con il nodo di Savoia, simboleggia che nella pace, l'ulivo, e nella forza, la quercia, un popolo prospera e si difende.
Lo scudo di Ospedaletto, tutto a fondo d'argento, vuole infatti riaffermare la fertilità e la ricchezza della sua terra: è uno stemma raro e pieno di nobili significati, superiore a molti altri, anche di antica origine e discendenza.
Esso non solo rappresenta il luogo ove è situato Ospedaletto ma sembra voglia rispecchiare la tempra puntigliosa e decisa della sua gente, che con lavoro costante ha sempre voluto concorrere a rendere il paese fecondo, libero, concorde.

## Monumenti e luoghi d'interesse

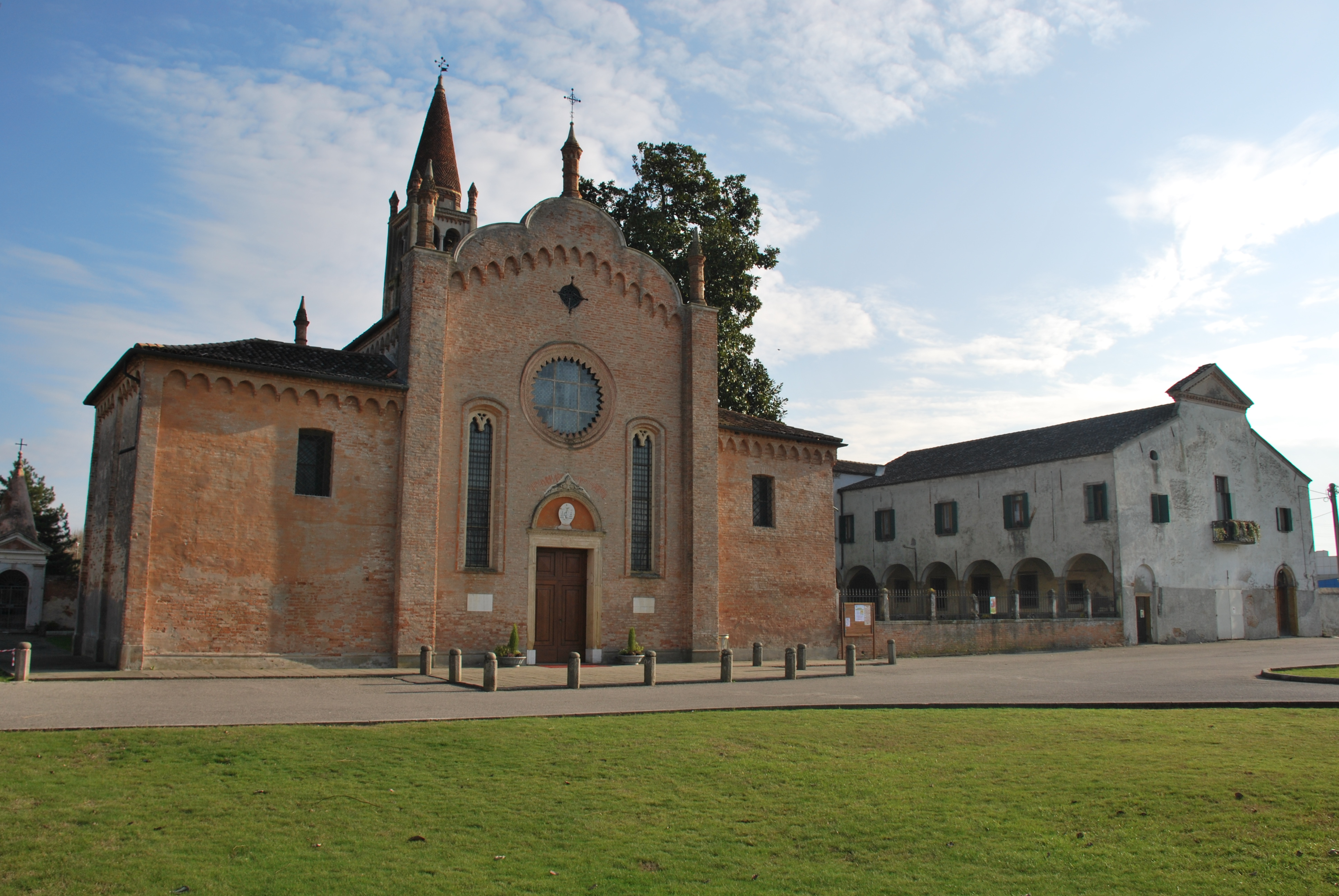
Santuario della Beata Vergine del Tresto

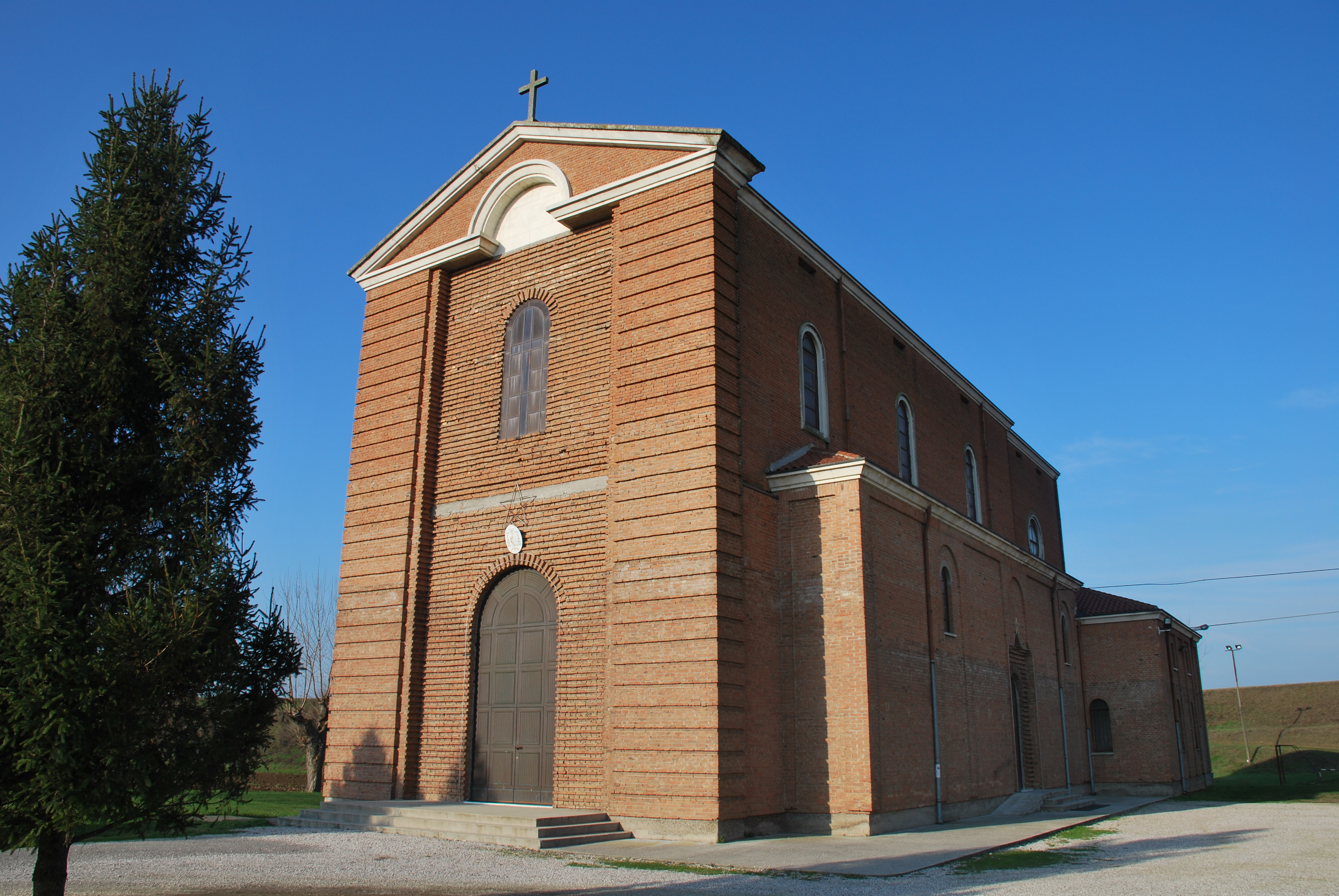
Chiesa di Santa Croce

### Architetture religiose
- Santuario della Beata Vergine del Tresto: uno dei più celebri luoghi di culto del Veneto; fu eretto nel 1468 sul luogo dell'apparizione della Madonna ad un barcaiolo. Il tempio custodisce un'immagine miracolosa attribuita a Jacopo da Montagnana ed un'armatura del XV secolo donata da Bonifacio de Rossi.
- Chiesa di San Giovanni Battista: l'attuale struttura settecentesca, sita nel centro del paese, fu consacrata il 5 settembre 1745 dal vescovo Carlo Rezzonico[8];
- Antica Chiesa di Campolongo Santa Croce: edificata nel 1521. In pessime condizioni, venne successivamente dismessa.
- Chiesa di Santa Croce: fortemente voluta dalla laboriosa popolazione di Santa Croce, venne inaugurata il 5 luglio 1958.
- Oratorio della Madonna Maria Ausiliatrice: fu eretto nel 1880 dai salesiani di don Bosco.
- Oratorio di Sant'Antonio di Padova: sito in località Palugana e parte integrante della scuola materna B.V.Del Tresto. Ogni anno, in occasione della ricorrenza di Sant'Antonio (a giugno) si svolge una processione in testa alla quale viene fatta sfilare la statua del santo.

## Società

### Evoluzione demografica
Abitanti censiti

Secondo i dati ISTAT Ospedaletto Euganeo è un comune abbastanza in crescita a livello demografico; basti notare che nel 2001 la popolazione ammontava a 5.401 abitanti, nel 2008 a 5.794, e nel 2010 è arrivata a contarne 5.908.
Tabella riassuntiva riguardante la crescita della popolazione dal 1991 al 2010.
| ANNO | POPOLAZIONE |
| ---- | ----------- |
| 1991 | 5.052       |
| 2001 | 5.401       |
| 2008 | 5.794       |
| 2010 | 5.908       |

Divisione della popolazione (2010) in base al sesso:
| MASCHI | FEMMINE |
| ------ | ------- |
| 2937   | 2971    |

### Qualità della vita

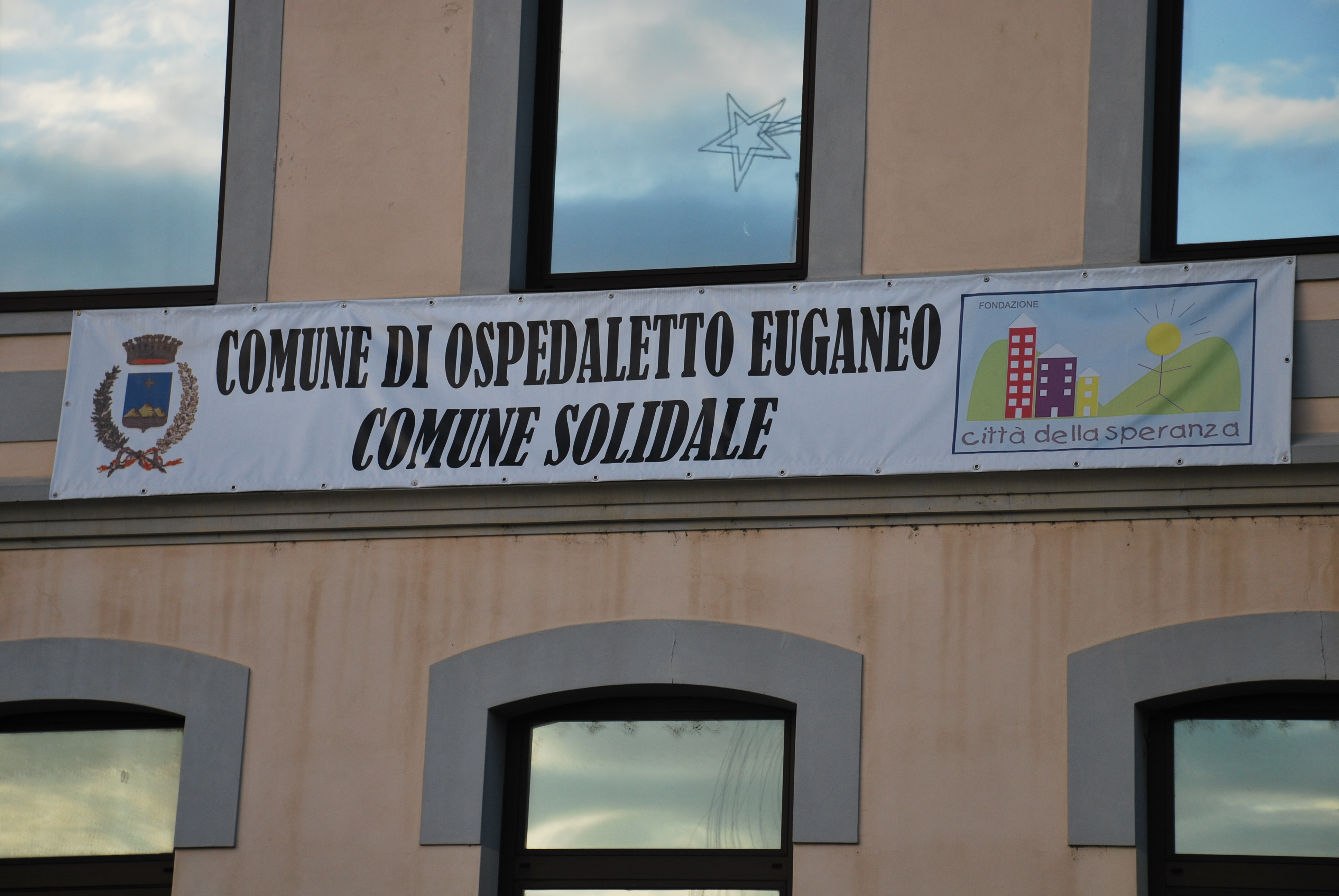
Città della speranza

Sono presenti a Ospedaletto Euganeo diverse associazioni di volontariato, tra cui la Fondazione Città della Speranza, la A.B.C. ONLUS - Amici dei bambini di Chernobyl, l'Associazione Gruppo Volontari e la Lega Europea per la Difesa del Cane.

## Cultura

### Istruzione

#### Scuole
- Scuola materna "B.V.Del Tresto" (privata)
- Scuola materna "Sacro Cuore" (privata)
- Scuola primaria "G. B. Ferrari"
- Scuola primaria "Alessandro Manzoni"
- Scuola Media Statale "G. Parini"

### Teatro
È presente il gruppo teatrale "Ospedaletto ci prova", il cui scopo è quello di "mantenere la cultura dialettale veneta".

### Eventi
- Sportivando: da meta giugno a metà luglio, in occasione al santo patrono, presenta eventi, stand gastronomici.
- Pedalata per la vita: a maggio, è un'iniziativa dedicata a Parent Project Onlus, l'associazione di genitori che lottano contro la distrofia muscolare di Duchenne e Becker.
- Sagra di san Giovanni Battista: a giugno, per la ricorrenza di san Giovanni Battista, santo patrono del paese.
- Summer Schiuma Party: evento ricorrente nel mese di giugno presso gli spazi parrocchiali del centro; manifestazione rivolta ai giovani delle scuole superiori della zona per festeggiare la fine dell'anno scolastico. Evento che nel 2013 ha richiamato più di un migliaio di persone.
- Sagra e Fiera del Tresto: festa popolare che si celebra ininterrottamente, dal 1469, la quarta domenica di settembre e dura di solito dal venerdì che la precede fino alla domenica successiva (quindi 9 giorni circa, rare volte è finita anche di martedì, e in caso di piogge viene prolungata). Con essa è presente sempre un luna-park con molte giostre e attrazioni, oltre agli stand gastronomici.
- Festa di primavera: La prima edizione si è svolta il 30 marzo 2014, con balli e giochi per bambini.

## Infrastrutture e trasporti
Il comune di Ospedaletto Euganeo è attraversato dalla Strada statale 10 Padana Inferiore che da Torino porta al vicinissimo comune di Monselice. Ad essa si può arrivare comodamente uscendo al casello di Monselice dell'autostrada A13 per proseguire in direzione Mantova. 
Inoltre è attraversato o raggiungibile da importanti arterie locali: 
- la Strada Provinciale 91, che collega la città murata di Este a Badia Polesine (RO);
- la Strada Provinciale 48, che da Ospedaletto arriva a Caselle, località di Noventa Vicentina (VI);
- la Strada Provinciale 15, che da Peagnola (frazione di Ospedaletto) porta al comune di Villa Estense
- la Strada Provinciale 18, che collega Vallancon, località di Ospedaletto Euganeo a Santa Margherita d'Adige.
- la Strada Regionale 10-var, che dalla Strada Provinciale 15 si congiunge alla Strada Regionale 104 (Monselice-Mare) alleggerendo, in alcuni punti, il traffico della Strada statale 10 Padana Inferiore

### Ferrovie
Il paese è raggiungibile via treno grazie alla linea Mantova-Monselice, linea ferroviaria secondaria che corre lungo la pianura Padana e collega Mantova, in Lombardia, con la località veneta di Monselice, la cui stazione è posta sulla Ferrovia Padova-Bologna. La stazione di Ospedaletto Euganeo è situata nel centro del paese.
La stazione è dotata di sala d'aspetto che risulta chiusa al pubblico.

### Trasporto pubblico
Il sistema del trasporto pubblico è servito da una linea extraurbana gestita da Busitalia.

## Amministrazione
| Periodo        | Periodo        | Primo cittadino     | Partito                                                        | Carica                  |         |
| -------------- | -------------- | ------------------- | -------------------------------------------------------------- | ----------------------- | ------- |
| 11 agosto 1987 | 8 luglio 1995  | Silvano Pradella    | Partito Comunista Italiano, Partito Democratico della Sinistra | Sindaco                 | Dimesso |
| 8 luglio 1995  | 27 aprile 1997 | Maurizio Derni      | Partito Popolare Italiano                                      | Sindaco                 |         |
| 28 aprile 1997 | 28 maggio 2006 | Sergio Da Molin     | Centro-sinistra                                                | Sindaco                 |         |
| 29 maggio 2006 | 5 giugno 2016  | Antonio Battistella | Centro-sinistra                                                | Sindaco                 |         |
| 6 giugno 2016  | 15 maggio 2024 | Giacomo Scapin      | Lista civica di centro-destra                                  | Sindaco                 |         |
| 15 maggio 2024 | 26 maggio 2025 | Samuele De Lucia    |                                                                | Commissario prefettizio |         |
| 26 maggio 2025 | in carica      | Fabio Vigato        | Lista civica di Centro-sinistra                                | Sindaco                 |         |

## Sport

### Calcio
Ospedaletto appartiene alla società A.S.D. Ospedaletto Euganeo, creata dall'unione dei paesi di Carceri, Ospedaletto Euganeo, Piacenza d'Adige, Ponso e Vighizzolo d'Este.

### Pallavolo
La A.S.D Vision Volley è la società che raggruppa le varie associazioni pallavolistiche della Bassa Padovana. Tra queste troviamo La T.O.P. VOLLEY, nata dalla fusione di VOLLEY GIRLS (Ospedaletto) e A.S. PONSO (Ponso).

### Ginnastica ritmica
La disciplina della ginnastica ritmica, in collaborazione con la F.I.G e l'associazione movimento e ritmo di Monselice, viene praticata nel polo sportivo sito in località Tresto. Le atlete vengono preparate anche per gare a titolo regionale e nazionale.